# Георгиевская, Анастасия Павловна
Анастаси́я Па́вловна Георгие́вская (25 октября [7 ноября] 1914, Орёл — 5 сентября 1990, Москва) — советская актриса театра и кино. Лауреат Сталинской премии второй степени (1951). Народная артистка СССР (1968).

## Биография
Анастасия Георгиевская родилась 25 октября (7 ноября) 1914 года в Орле.
Оставшись в три года сиротой, попала в Орловскую школу-коммуну, затем училась в фабрично-заводском училище слесарному и токарному делу, работала на машиностроительном заводе и играла в самодеятельном театре «Живая газета», который в 1929 году был преобразован в Театр юного зрителя (ныне Орловский государственный театр для детей и молодёжи «Свободное пространство»).
В 1929 году приехала в Москву и поступила в Московский театр юного зрителя.
С 1931 года училась в ГИТИСе, который окончила в 1935 году, где её педагогом по актёрскому мастерству была Н. Н. Литовцева.
С 1936 года — актриса МХАТа. Оставалась верна своему театру на протяжении всей жизни. В 1987 году, после раскола МХАТа, ушла к Т. Дорониной во МХАТ имени М. Горького. Член КПСС с 1940 года.
Работала на радио, принимала участие в озвучивании мультфильмов.
Умерла 5 сентября 1990 года на 76-м году жизни в Москве при загадочных обстоятельствах. Её нашли только через неделю после смерти. Коллеги по театру не раз приезжали к Георгиевской, стучали в дверь, но ответа не получали, хотя соседи утверждали, будто по квартире кто-то ходит. Не дождавшись реакции от милиции, сотрудникам театра пришлось найти человека, которому удалось залезть в квартиру через балкон. По лицу актрисы сразу стало понятно, что её нет в живых уже несколько дней. Хотя по квартире были разбросаны деньги, сотрудники правоохранительных органов не нашли в смерти Анастасии Павловны криминальной составляющей. Похоронили актрису на Кунцевском кладбище (8 уч.).

## Творчество

### Роли в театре
- 1937 — «Земля» Н. Е. Вирты — 2-я баба
- 1937 — «Синяя птица» М. Метерлинка
- 1938 — «Гроза» А. Н. Островского — Глаша
- 1938 — «Достигаев и другие» М. Горького — Таисья
- 1940 — «Трудовой хлеб» А. Н. Островского — Ключница
- 1940 — «Три сестры» А. П. Чехова — Наташа
- 1940 — «Школа злословия» Р. Б. Шеридана — Горничная леди Тизл
- 1941 — «На дне» М. Горького — Анна
- 1942 — «Кремлёвские куранты» Н. Ф. Погодина — Торговка
- 1943 — «Кремлёвские куранты» Н. Ф. Погодина — Женщина с платком
- 1944 — «Мёртвые души» по Н. В. Гоголю — Мавра
- 1944 — «Последняя жертва» Александра Островского — Ирина Лавровна
- 1946 — «Дядюшкин сон» по Ф. М. Достоевскому — Карпухина
- 1948 — «Двенадцать месяцев» С. Я. Маршака — Мачеха
- 1948 — «Хлеб наш насущный» Н. Е. Вирты — Лукерья Ильинична Соловьёва
- 1950 — «Вторая любовь» Е. Ю. Мальцева и Н. А. Венкстерн — Варвара
- 1954 — «Сердце не прощает» А. В. Софронова — Домна Ивановна Егорова
- 1956 — «Кремлёвские куранты» Н. Ф. Погодина — Нищая
- 1957 — «Ученик дьявола» Дж. Б. Шоу — миссис Джаджен
- 1958 — «Дорога через Сокольники» В. А. Раздольского — Фёкла
- 1959 — «Битва в пути» по Г. Е. Николаевой — Потапова
- 1963 — «Егор Булычов и другие» М. Горького — Ксения
- 1963 — «Платон Кречет» А. Е. Корнейчука — Христина Архиповна
- 1964 — «Свет далёкой звезды» Чаковского и Павловского — Коломийцева
- 1966 — «Тяжкое обвинение» Л. Р. Шейнина — Соломонида Преображенская
- 1968 — «Ревизор» Н. В. Гоголя — Пошлёпкина
- 1970 — «Село Степанчиково и его обитатели» по Ф. М. Достоевскому — Обноскина
- 1971 — «Дульсинея Тобосская» А. М. Володина — Синьора Тереса
- 1971 — «Горячее сердце» А. Н. Островского — Матрёна
- 1971 — «Валентин и Валентина» М. М. Рощина — Мать Валентина
- 1972 — «Сталевары» Г. К. Бокарева — Клава
- 1975 — «Заседание парткома» А. И. Гельмана — Мотрошилова
- 1975 — «Жизнь Галилея» Б. Брехта — Госпожа Сарти
- 1977 — «Чеховские страницы» по А. П. Чехову — Мерчуткина
- 1979 — «Всё кончено» Э. Олби — Сиделка
- 1984 — «Господа Головлёвы» по М. Е. Салтыкову-Щедрину — Арина Петровна Головлёва
- 1985 — «На всякого мудреца довольно простоты» А. Н. Островского — Манефа
- 1988 — «Прощание с Матёрой» по В. Г. Распутину — Дарья

### Фильмография
- 1951 — Незабываемый 1919-й год — Милочка
- 1952 — Ревизор — Анна Андреевна
- 1956 — Своими руками — жена Руденко
- 1956 — Безумный день — Вера Карповна
- 1957 — Сапоги (короткометражный) — Шевелицына
- 1959 — Аннушка — Полина Сергеевна
- 1959 — Неоплаченный долг — Кочеткова
- 1960 — Месть (короткометражный) — Софа, жена Дегтярёва
- 1960 — Воскресение — Китаева
- 1961 — А если это любовь? — Марья Павловна
- 1963 — Теперь пусть уходит — Петтон, сиделка
- 1964 — Всё для Вас — посетительница комбината «Всё для Вас» с делегацией женщин о создании сектора помощи на дому
- 1964 — Фитиль (фильм № 29 «Не по инструкции») — контролёр в метро
- 1966 — Последний жулик — начальник тюрьмы
- 1967 — Твой современник — дежурная по этажу
- 1968 — Ошибка резидента — соседка по купе
- 1969 — Вчера, сегодня и всегда — уборщица
- 1972 — День за днём (7-я и 14-я серии) — массовик
- 1973 — Большая перемена — Серафима Павловна
- 1976 — 100 грамм для храбрости (история третья) — жена «академика»
- 1987 — Случай в аэропорту — Курбатова
- 1990 — Похороны Сталина — эпизод

#### Телеспектакли
- 1968 — Барсуки — Егоровна
- 1969 — Егор Булычов и другие — Ксения
- 1970 — Боян Чонос — бабка Гина
- 1972 — Шестеро любимых
- 1972 — Доктор Жуков, на выезд! — пенсионерка Зверева
- 1973 — Село Степанчиково и его обитатели — Анфиса Петровна Обноскина
- 1977 — Вызов — Макарьевна
- 1977 — Заседание парткома — Александра Михайловна Мотрошилова, крановщица
- 1977 — Чеховские страницы (по рассказу «Юбилей») — Настасья Фёдоровна Мерчуткина
- 1980 — Всё кончено — сиделка

### Озвучивание мультфильмов
- 1958 — Кошкин дом — Коза
- 1961 — Золотое пёрышко — Старушка
- 1961 — Чиполлино — графини Вишни
- 1967 — Раз, два — дружно! — Зайчиха
- 1967 — Сказки для больших и маленьких — Лиса
- 1969 — В стране невыученных уроков — Корова
- 1969 — Мы ищем кляксу — Баба-Яга
- 1975 — Фантик. Первобытная сказка — Черепаха
- 1977 — Василиса Прекрасная — Баба-Яга

### Радиопостановки
- 1948 — «Двенадцать месяцев» (радиозапись спектакля МХАТ СССР имени М. Горького) — Мачеха
- 1948 — «Три сестры» (радиозапись спектакля МХАТ СССР имени М. Горького) — Наталия Ивановна
- 1949 — «Борис Годунов» (радиоспектакль в исполнении артистов МХАТ СССР имени М. Горького) — Хозяйка корчмы
- 1949 — нанайская сказка «Айога» (исполняют М. Бабанова, А. Георгиевская, Б. Оленин.)
- 1951 — «Вторая любовь» (радиозапись спектакля МХАТ СССР имени М. Горького) — Варвара Жудова
- 1951 — «Алёша Пешков» (радиоспектакль по мотивам автобиографической трилогии М. Горького)
- 1953 — «Осенняя скука» (радиоспектакль по одноимённому водевилю Н. А. Некрасова) — Анисья
- 1953 — «Приключения Чиполлино» (радиоспектакль) — Графиня Вишня (композиция З. Потаповой и С. Богомазова, музыка Н. Пейко)
- 1955 — «Белеет парус одинокий» (радиопостановка по одноимённой повести В. П. Катаева) — мадам Стороженко
- 1957 — «Дело Артамоновых» (радиопостановка по мотивам романа М. Горького) — Матрёна Барская
- 1961 — «Хочу верить» (радиоспектакль по повести И. Голосовского) — Варвара Андреевна Тимчук
- 1962 — «Кот-хвастун» (радиоспектакль по одноимённой сказке В. А. Лёвшина) — Ведущая
- 1964 — «Егор Булычов и другие» (радиозапись спектакля МХАТ СССР имени М. Горького) — Ксения
- 1965 — «Убить пересмешника» (радиопостановка по роману Х. Ли) — Кэлпурния
- 1966 — «День в помещичьей усадьбе» (радиоспектакль по книге М. Е. Салтыкова-Щедрина «Пошехонская старина») — барыня Анна Павловна Затрапезная
- 1968 — «Щит и меч» (радиоспектакль по роману В. Кожевникова) — фрау Дитмар
- 1973 — «Село Степанчиково и его обитатели» (радиозапись спектакля МХАТ СССР имени М. Горького) — Обноскина
- 1975 — «Золушка» (радиосказка по пьесе Е. Л. Шварца) — Мачеха
- 1975 — «Заседание парткома» (радиозапись спектакля МХАТ СССР имени М. Горького) — Мотрошилова

## Звания и награды
- Заслуженная артистка РСФСР (1948)
- Народная артистка РСФСР (1963)
- Народная артистка СССР (1968)
- Сталинская премия второй степени (1951) — за исполнение роли в спектакле «Вторая любовь» Е. Ю. Мальцева и Н. А. Венкстерн
- Орден Октябрьской революции (1984)
- Орден Трудового Красного Знамени (1967)
- Орден «Знак Почёта»
- Медаль «За оборону Москвы» (1946)[9]
- Медаль «За доблестный труд в Великой Отечественной войне 1941—1945 гг.» (1946).